# Mohammed Gholam
Mohammed Gholam, né le 8 novembre 1980, est un footballeur qatarien. Il joue toute sa carrière à Al-Sadd, et travaille actuellement au sein de ce club depuis 2009, comme conseiller sportif.

## Palmarès
- Al Sadd
  - Qatar Stars League en 2000, 2004, 2006 et 2007